# Spelaeonethes mancinii
Spelaeonethes mancinii is een pissebed uit de familie Trichoniscidae. De wetenschappelijke naam van de soort is voor het eerst geldig gepubliceerd in 1913 door Alessandro Brian.